# 宜城市
宜城市（ぎじょう-し）は中華人民共和国湖北省襄陽市に位置する県級市。

## 行政区画
- 街道:鄢城街道、竜頭街道、南営街道
- 鎮:鄭集鎮、小河鎮、劉猴鎮、孔湾鎮、流水鎮、板橋鎮、王集鎮、雷河鎮